# Чемпіонат УРСР з легкої атлетики в приміщенні 1989
Чемпіонат УРСР з легкої атлетики в приміщенні 1989 серед дорослих був проведений 21-22 січня в легкоатлетичному манежі київської ШВСМ.
Вперше в історії проведення цих змагань був застосований автоматичний (на відміну від ручного) хронометраж у бігових дисциплінах та розіграні медалі у жіночій першості з потрійного стрибку.
Чемпіонські звання у дисциплінах багатоборства були розіграні на окремому чемпіонаті в Броварах.

## Призери

### Чоловіки
| Дисципліни                | Золото                                     | Золото   | Срібло                                | Срібло   | Бронза                                    | Бронза   |
| ------------------------- | ------------------------------------------ | -------- | ------------------------------------- | -------- | ----------------------------------------- | -------- |
| 60 метрів                 | Олександр Михалочко Київ                   | 6,77     | Олександр Лисенко Сумська обл.        | 6,80     | Микола Разгонов Донецька обл.             | 6,81     |
| 200 метрів                | Дмитро Ваняікін Київ                       | 21,72    | Олександр Лисенко Сумська обл.        | 21,89    | Юрій Потєєв Ворошиловградська обл.        | 21,93    |
| 400 метрів                | Юрій Потєєв Ворошиловградська обл.         | 48,53    | В. Панченко Одеська обл.              | 49,73    | Микола Добровольський Житомирська обл.    | 49,76    |
| 800 метрів                | Андрій Крамінський Херсонська обл.         | 1.50,81  | Леонід Масунов Одеська обл.           | 1.51,81  | Едуард Леоненко Донецька обл.             | 1.52,32  |
| 1000 метрів               | Андрій Крамінський Херсонська обл.         | 2.26,97  | Леонід Масунов Одеська обл.           | 2.27,28  | Іван Гришин Миколаївська обл.             | 2.27,44  |
| 1500 метрів               | Віталій Тищенко Київ                       | 3.51,84  | Олег П'ятигорський Запорізька обл.    | 3.52,37  | Віктор Карпенко Київ                      | 3.53,08  |
| 3000 метрів               | Віталій Тищенко Київ                       | 8.19,51  | Олександр Заїка Черкаська обл.        | 8.20,02  | Костянтин Степанцов Донецька обл.         | 8.21,14  |
| 60 метрів з бар'єрами     | Михайло Рябухін Київ                       | 7,94     | Геннадій Дакшевич Харківська обл.     | 8,04     | Віктор Болкун Київ                        | 8,08     |
| 2000 метрів з перешкодами | Микола Матюшенко Київська обл.             | 5.32,04  | А. Резник Київ                        | 5.32,62  | Валерій Вандяк Тернопільська обл.         | 5.32,88  |
| Ходьба 5000 метрів        | Анатолій Горшков Київ                      | 20.33,53 | В. Молчанов Сумська обл.              | 21.16,51 | В. Лисенко Київ                           | 21.46,08 |
| Стрибки у висоту          | Юрій Сергієнко Ворошиловградська обл.      | 2,25     | Сергій Димченко Київ                  | 2,29     | Валерій Апенкін Київ                      | 2,22     |
| Стрибки з жердиною        | Аркадій Шквира Донецька обл.               | 5,50     | Роман Барабашов Київська обл.         | 5,40     | Олександр Черняєв КиївСергій Єсипчук Київ | 5,30     |
| Стрибки у довжину         | Ігор Стрельцов Запорізька обл.             | 7,83     | Юрій Самарін Дніпропетровська обл.    | 7,57     | Віталій Кириленко Харківська обл.         | 7,53     |
| Потрійний стрибок         | Володимир Іноземцев Ворошиловградська обл. | 17,13    | Микола Мусієнко Дніпропетровська обл. | 16,97    | Микола Мамчур Одеська обл.                | 16,78    |
| Штовхання ядра            | Олександр Багач Київська обл.              | 20,98    | Микола Бородкін Хмельницька обл.      | 19,37    | В. Крижанівський Вінницька обл.           | 18,79    |

### Жінки
| Дисципліни            | Золото                                     | Золото    | Срібло                                 | Срібло   | Бронза                                   | Бронза   |
| --------------------- | ------------------------------------------ | --------- | -------------------------------------- | -------- | ---------------------------------------- | -------- |
| 60 метрів             | Антоніна Слюсар Дніпропетровська обл.      | 7,35      | Ірина Кот Київ                         | 7,44     | Ірина Слюсар Дніпропетровська обл.       | 7,46     |
| 200 метрів            | Олена Насонкіна Харківська обл.            | 24,16     | Антоніна Слюсар Дніпропетровська обл.  | 24,25    | Ірина Кот Київ                           | 24,76    |
| 400 метрів            | Людмила Джигалова Харківська обл.          | 53,53     | Ольга Мороз Київська обл.              | 54,94    | Вікторія Милосердова ЛЬвівська обл.      | 57,17    |
| 800 метрів            | Алла Упир Донецька обл.                    | 2.08,46   | Інна Євсєєва Житомирська обл.          | 2.09,62  | Світлана Продан Донецька обл.            | 2.09,64  |
| 1000 метрів           | Алла Упир Донецька обл.                    | 2.44,70   | Інна Євсєєва Житомирська обл.          | 2.45,97  | Олена Сторчова Київ                      | 2.48,91  |
| 1500 метрів           | Віра Романюк Запорізька обл.               | 4.29,67   | Зоя Казновська Запорізька обл.         | 4.29,75  | Тамара Коба Дніпропетровська обл.        | 4.32,36  |
| 3000 метрів           | Віра Романюк Запорізька обл.               | 9.41,95   | Зоя Казновська Запорізька обл.         | 9.42,37  | Тамара Коба Дніпропетровська обл.        | 9.45,22  |
| 60 метрів з бар'єрами | Людмила Христосенко Ворошиловградська обл. | 8,36      | Наталія Колованова Харківська обл.     | 8,48     | А. Мотіна Дніпропетровська обл.          | 8,70     |
| Ходьба на 3000 метрів | Олена Веремейчук Київ                      | 12.51,85  | Катерина Самойленко Київ               | 12.56,78 | Тетяна Євдокименко Дніпропетровська обл. | 14.08,83 |
| Стрибки у висоту      | Лариса Серебрянська Донецька обл.          | 1,89      | Інга Буткус Миколаївська обл.          | 1,86     | Світлана Одинцова Київська обл.          | 1,86     |
| Стрибки у довжину     | Лариса Бережна Київська обл.               | 6,92      | Інеса Кравець Київ                     | 6,79     | Олена Семираз Тернопільська обл.         | 6,52     |
| Потрійний стрибок     | Ірина Бабакова Київ                        | 13,32 NIB | Н. Фролова Київська обл.               | 12,86    | Валентина Кравченко Харківська обл.      | 12,71    |
| Штовхання ядра        | Світлана Дорохова Київ                     | 16,88     | Світлана Сорочук Дніпропетровська обл. | 15,48    | Олена Дементій Київська обл.             | 14,77    |

## Чемпіонат з багатоборств
Чемпіонат УРСР з легкоатлетичних багатоборств у приміщенні 1989 був проведений 28-29 січня в Броварах.